# رنگینک طوق‌نارنجی
رنگینک طوق‌نارنجی (نام علمی: Manacus aurantiacus) نام یک گونه از سرده رنگینک‌های بال‌کوتاه است.